# Jean-Baptiste Malartre
Pour les articles homonymes, voir Malartre.
Jean-Baptiste Malartre est un acteur français, ancien sociétaire de la Comédie-Française.

## Biographie
Jean-Baptiste Malartre a été l'élève de Pierre Debauche et d'Antoine Vitez à l'école du Théâtre des Amandiers de Nanterre. 

## Théâtre

### Comédie-Française
- Entrée à la Comédie-Française le 15 février 1991
- Sociétaire le 1er janvier 1998
- 497e sociétaire
- Départ le 31 décembre 2012
- 1991 : La Fausse Suivante de Marivaux, mise en scène Jacques Lassalle
- 1991 : La Nuit de l'iguane de Tennessee Williams, mise en scène Brigitte Jaques, Comédie-Française au Théâtre des Quartiers d'Ivry
- 1992 : La Nuit de l'iguane de Tennessee Williams, mise en scène Brigitte Jaques, Théâtre des Célestins, tournée
- 1992 : Le Mariage de Figaro de Beaumarchais, mise en scène Antoine Vitez
- 1992 : Iphigénie de Racine, mise en scène Yannis Kokkos
- 1992 : Bal masqué de Mikhaïl Lermontov, mise en scène Anatoli Vassiliev
- 1992 : L'Étau de Luigi Pirandello, mise en scène Jean-Louis Benoît, Théâtre national de l'Odéon
- 1993 : Le Canard sauvage d'Henrik Ibsen, mise en scène Alain Françon
- 1993 : Le Silence de Nathalie Sarraute, mise en scène Jacques Lassalle, Théâtre du Vieux-Colombier
- 1994 : Hamlet de William Shakespeare, mise en scène Georges Lavaudant
- 1995 : Neiges de Nicolas Bréhal, mise en scène Charles Tordjman, Théâtre du Vieux-Colombier
- 1996 : La Demoiselle de la Poste de Ewa Pokas, mise en scène Catherine Hiegel, Studio-Théâtre
- 1996 : Léo Burckart de Gérard de Nerval, mise en scène Jean-Pierre Vincent
- 1997 : L'Alerte de Bertrand Poirot-Delpech, mise en scène Jean-Pierre Miquel, Théâtre du Vieux-Colombier
- 1997 : Le Fauteuil à bascule de Jean-Claude Brisville, mise en scène Yves Gasc, Théâtre du Vieux-Colombier
- 1998 : Arcadia de Tom Stoppard, mise en scène Philippe Adrien, Théâtre du Vieux-Colombier
- 1998 : Chat en poche de Georges Feydeau, mise en scène Muriel Mayette
- 1999 : Faust de Johann Wolfgang von Goethe, Gérard de Nerval, mise en scène Alexander Lang
- 1999 : La Maison des cœurs brisés de George Bernard Shaw, mise en scène Michel Dubois
- 2000 : Le Bourgeois gentilhomme de Molière, mise en scène Jean-Louis Benoît
- 2001 : Ruy Blas de Victor Hugo, mise en scène Brigitte Jaques-Wajeman
- 2002 : Un jour de légende - Les Temps modernes de Victor Hugo d'après La Légende des siècles, poèmes lus à plusieurs voix
- 2002 : Quatre avec le mort de François Bon, mise en scène Charles Tordjman, Studio-Théâtre, Théâtre de la Manufacture
- 2002 : Gagarin Way de Gregory Burke, mise en lecture Michel Didym, Studio-Théâtre
- 2002 : Manuel de cuisine et d'infidélité de Andréas Staïkos, mise en lecture Michel Didym, Studio-Théâtre
- 2003 : Homebody/Kabul de Tony Kushner, mise en scène Jorge Lavelli, Théâtre du Vieux-Colombier
- 2004 : Britannicus de Racine, mise en scène Brigitte Jaques-Wajeman, Théâtre du Vieux-Colombier
- 2004 : Les Temps retrouvés, mise en scène Jacqueline Razgonnikoff, Studio-Théâtre
- 2005 : Britannicus de Racine, mise en scène Brigitte Jaques-Wajeman, Théâtre du Vieux-Colombier
- 2005 : Le Cid de Corneille, mise en scène Brigitte Jaques-Wajeman
- 2006 : Cyrano de Bergerac d'Edmond Rostand, mise en scène Denis Podalydès, Salle Richelieu
- 2007 : Cyrano de Bergerac d'Edmond Rostand, mise en scène Denis Podalydès, Salle Richelieu
- 2008 : Fanny de Marcel Pagnol, mise en scène Irène Bonnaud, Théâtre du Vieux-Colombier
- 2008 : Cyrano de Bergerac d'Edmond Rostand, mise en scène Denis Podalydès, Salle Richelieu
- 2009 : L'Ordinaire de Michel Vinaver, mise en scène de l'auteur
- 2010 : La Dispute de Marivaux, mise en scène Muriel Mayette, tournée en France
- 2010 : Cyrano de Bergerac d'Edmond Rostand, mise en scène Denis Podalydès, Salle Richelieu
- 2010 : Les Femmes savantes de Molière, mise en scène Bruno Bayen, Théâtre du Vieux-Colombier
- 2010 : Le Mariage de Nikolaï Gogol, mise en scène Lilo Baur, Théâtre du Vieux-Colombier
- 2011 : Bérénice de Racine, mise en scène Muriel Mayette, tournée, Salle Richelieu : Antiochus

### Hors Comédie-Française
- 1970 : Le Précepteur de Jacob Lenz, mise en scène Antoine Vitez, Théâtre de l'Ouest parisien
- 1971 : Andromaque de Racine, mise en scène Antoine Vitez, Théâtre de la Cité internationale, Théâtre des Amandiers
- 1971 : Le Songe d'une nuit d'été de William Shakespeare, mise en scène Jean Gillibert, Théâtre de Chateauvallon
- 1971 : Les Ombres sur la mer de William Butler Yeats, mise en scène Jean Gillibert, Théâtre de Chateauvallon
- 1971 : L'Entrée dans la baie et la prise de la ville de Rio de Janeiro en 1711 de Jean Ristat, mise en scène Jean Gillibert, Théâtre de Chateauvallon
- 1971 : Électre de Sophocle, mise en scène Antoine Vitez, Théâtre des Amandiers, tournée
- 1972 : Électre de Sophocle, mise en scène Antoine Vitez, Théâtre des Quartiers d'Ivry, Comédie de Saint-Étienne
- 1972 : Faust de Johann Wolfgang von Goethe, mise en scène Antoine Vitez, Théâtre des Quartiers d'Ivry, Fête de l'Humanité
- 1973 : Mère Courage de Bertolt Brecht, mise en scène Antoine Vitez, Théâtre des Amandiers, Théâtre des Quartiers d'Ivry
- 1974 : Le Festin de pierre de Jean-Baptiste Malartre d'après Molière, mise en scène de l'auteur, Studio d'Ivry
- 1974 : Les Miracles d'Antoine Vitez à partir de l'Évangile selon Jean, mise en scène de l'auteur, Théâtre national de Chaillot
- 1975 : Lear d'Edward Bond, mise en scène Patrice Chéreau, TNP Villeurbanne, Théâtre national de Belgique, Théâtre national de l'Odéon
- 1976 : Falstafe de Valère Novarina, mise en scène Marcel Maréchal, Théâtre du Gymnase
- 1977 : L'Éden Cinéma de Marguerite Duras, mise en scène Claude Régy, Théâtre d'Orsay
- 1981 : Edouard II de Christopher Marlowe, mise en scène Bernard Sobel, Nouveau théâtre de Nice, Théâtre de Gennevilliers
- 1981 : Faust de Goethe, mise en scène Antoine Vitez, Théâtre national de Chaillot
- 1981 : Britannicus de Racine, mise en scène Antoine Vitez, Théâtre national de Chaillot
- 1981 : Tombeau pour cinq cent mille soldats de Pierre Guyotat, mise en scène Antoine Vitez, Théâtre national de Chaillot
- 1982 : Laios de Géva Caban, mise en scène Jean-Paul Barge, Rencontres d'été de la Chartreuse
- 1983 : Le Pélican d'August Strindberg, mise en scène Alain Françon, Bonlieu Espace 300 Annecy, Théâtre de l'Athénée-Louis-Jouvet
- 1983 : Le Prince travesti de Marivaux, mise en scène Antoine Vitez, Théâtre national de Chaillot
- 1984 : Le Prince travesti de Marivaux, mise en scène Antoine Vitez, Maison de la Culture de Grenoble
- 1984 : Le Mal du pays de Jacques-Pierre Amette, mise en scène Stuart Seide, Théâtre national de l'Odéon
- 1984 : L'Otage de Paul Claudel, mise en scène Maurice Attias, Comédie de Reims
- 1985 : Le Legs et L'Épreuve de Marivaux, mise en scène Claude Stratz, Comédie de Genève, Théâtre Nanterre-Amandiers
- 1986 : La Ville de Paul Claudel, mise en scène Bernard Sobel, Théâtre Nanterre-Amandiers
- 1987 : Le Suicidé de Nikolaï Erdman, mise en scène Claude Stratz, Comédie de Genève, Théâtre Nanterre-Amandiers
- 1987 : Une lune pour les déshérités d'Eugene O'Neill, mise en scène Alain Françon, Festival d'Avignon
- 1988 : La Nuit des chasseurs d’après Woyzeck de Georg Büchner, mise en scène André Engel, Théâtre national de la Colline
- 1990 : Récital René Char, lecture, mise en scène René Farabet, Festival d'Avignon
- 1990 : Bérénice de Racine, mise en scène Jacques Lassalle, Théâtre national de Strasbourg
- 1991 : Bérénice de Racine, mise en scène Jacques Lassalle, Théâtre des Treize Vents, Nouveau théâtre d'Angers
- 1992 : Récital René Char d'après René Char, mise en scène René Farabet, Festival d'Avignon
- 2000 : L'Odyssée de Homère, lecture mise en espace Brigitte Jaques, avec les élèves de dernière année du Conservatoire national supérieur d'art dramatique, Festival d'Avignon
- 2007 : Les Provinciales Une querelle d'après Blaise Pascal, mise en scène Bruno Bayen, Théâtre Vidy-Lausanne
- 2008 : Les Provinciales Une querelle d'après Blaise Pascal, mise en scène Bruno Bayen, Théâtre national de Chaillot
- 2013 : Retour à Argos d'Eschyle, mise en scène Irène Bonnaud, Théâtre du Nord, Lille
- 2014 : Oncle Vania de Anton Tchekhov, mise en scène Eric Lacascade,Théâtre National de Bretagne, Rennes
- 2015 : Comment on freine de Violaine Schwartz, mise en scène Irène Bonnaud, CDN Aubervilliers & CDN Besançon
- 2018 : Le Tartuffe de Molière, mise en scène Peter Stein, théâtre de la Porte Saint-Martin

## Filmographie

### Cinéma
- 1978 : Judith Therpauve de Patrice Chéreau
- 2000 : Les Destinées sentimentales d'Olivier Assayas
- 2002 : Demonlover d'Olivier Assayas
- 2008 : L'Heure d'été d'Olivier Assayas
- 2009 : Rapt de Lucas Belvaux
- 2010 : L'Absence de Cyril de Gasperis
- 2010 : Carlos d'Olivier Assayas

### Télévision
- 2010 : L'illusion comique de Mathieu Amalric
- 2011 : Xanadu : Alex Valadine
- 2013 : Ça ne peut pas continuer comme ça de Dominique Cabrera
- 2013 : La Dernière Campagne de Bernard Stora : François Pinault
- 2014 : Dassault, l'homme au pardessus d'Olivier Guignard : Paul Darius

## Distinctions
- Chevalier de l'ordre des Arts et des Lettres